# Blero
Blero, egentligen Blerim Muharremi, född 19 juli 1978 i Mitrovica i Kosovo, är en albansk RnB-sångare och dansare.

## Biografi
Blero släppte sin första singel år 2004, med titeln "Kthehu ti", som finns med på hans första album, Hap i parë. Han arbetade i 6 år på sitt första album och därefter har han släppt 4 album. År 2005 sjöng han en duett tillsammans med sångerskan Rovena Stefa som fick titeln "Mos thuaj". År 2007 släppte han tillsammans med Shpat Kasapi singeln "Falma" och året därpå gjorde han låten "Crazy" med sångerskan Leonora Poloska. Han har även släppt duetter tillsammans med bland andra Dafina Zeqiri, Mc Kresha och Zajmina Vasjari.

## Diskografi

### Album
- 2004 – Hap i parë
- 2005 – Bashkë
- 2006 – Blero
- 2007 – Falma
- 2010 – Tara

### Singlar
| - 2005 – Papritur - 2005 – Më mungon - 2005 – Mos thuaj (feat. Rovena Stefa) - 2007 – Falma (feat. Shpat Kasapi) - 2008 – Crazy (feat. Leonora Poloska) - 2009 – La vida loca (feat. Dafina Zeqiri) - 2009 – Higher (feat. Mc Kresha & Snupa) | - 2009 – Kthe biletën (feat. Etno Engjujit) - 2010 – Veç ti (feat. Zajmina Vasjari) - 2010 – Sexy Moves (feat. Zajmina Vasjari) - 2010 – Nuk mundem pa ty - 2010 – You And Me - 2011 – Summer Love (feat. Astrit Stafa) - 2011 – Dance (feat. Astrit Stafa & Cekić) | - 2012 – Ajo apo ti - 2013 – Fiksimi im |